# Lavdara
Lavdara (italsky Laudara) nebo též Lavdara Vela je trvale neobydlený ostrov v Jaderském moři. Je součástí Chorvatska, leží v Zadarské župě a je součástí Zadarského souostroví. Jeho rozloha je 2,27 km². Ostrov je obydlen pouze během turistické sezóny, u zátok Muline a Veli bok se nachází množství apartmánů a dva malé přístavy. Na ostrov je možné se dostat lodí z vesnice Sali, cesta trvá přibližně patnáct minut.
Východní pobřeží ostrova je kamenité a rovné. Převážně na severní části je ostrov zalesněn. Západní pobřeží je členité, nacházejí se zde čtyři zátoky: Škrovada, Potkuća, Veli bok a Muline. Nejvyšším vrcholem je kopec Veli Vrh dosahující nadmořské výšky 87 m. Asi 330 metrů od nejjižnějšího cípu Lavdary se nachází ostrůvek Lavdara Mala.
Největším sousedním ostrovem je Dugi otok, od kterého je Lavdara oddělena Lavdarským kanálem, širokým přibližně 1 100 metrů. Dalšími nejbližšími většími ostrovy jsou Žut (4,5 km jihovýchodně), Sit (5,2 km východně), Iž (5,9 km severozápadně), Pašman (7,7 km severovýchodně) a Ugljan (8 km severovýchodně). Nejbližšími ostrůvky jsou Božikovac, Glamoč, Kurba Mala, Lavdara Mala, Mrtonjak, Skala Vela, Trimulić Mali, Trimulić Veli, Trstikovac a Tukošćak.
U zátoky Potkuća (též Pod kućom) se nachází letohrádek z konce 17. století.